# Koeksotenok
Koeksotenok (Kwikwasut'inux, Kwicksutaineuk), pleme američkih Indijanaca iz grupe Kwakiutl, porodica Wakashan, s otoka Gilford Island pred obalom Vancouvera u kanadskoj provinciji Britanska Kolumbija. Glavno naselje Gwa’yasdams, nalazi se na otoku Gilford. Danas su uz Nimkish i Tsawatenok Indijance jedno od tri plemena  'Musgamagw Tsawataineuk Tribal Council' -a u kojem se vode pod službenim imenom Kwicksutaineuk-ah-kwaw-ah-mish. Populacija im iznosi oko 250.

## Rezervati
- Ahta 3
- Alalco 8
- Dakiulis 7
- Dug-Da-Myse 12
- Gwayasdums 1
- Kakweken 4
- Kye-Yaa-La 1
- Kyidagwis 2
- Kyimla 11
- Meetup 2

## Vanjske poveznice
- Kwicksutaineuk-ah-kwaw-ah-mish  Arhivirana inačica izvorne stranice od 14. prosinca 2007. (Wayback Machine)
- Kwakiutl Indian Tribe History